# Municipio de Twin Brooks
El municipio de Twin Brooks (en inglés: Twin Brooks Township) es un municipio ubicado en el condado de Grant en el estado estadounidense de Dakota del Sur. En el año 2010 tenía una población de 80 habitantes y una densidad poblacional de 0,85 personas por km².

## Geografía
El municipio de Twin Brooks se encuentra ubicado en las coordenadas 45°11′53″N 96°48′42″O / 45.19806, -96.81167. Según la Oficina del Censo de los Estados Unidos, el municipio tiene una superficie total de 94.21 km², de la cual 94,18 km² corresponden a tierra firme y (0,02 %) 0,02 km² es agua.

## Demografía
Según el censo de 2010, había 80 personas residiendo en el municipio de Twin Brooks. La densidad de población era de 0,85 hab./km². De los 80 habitantes, el municipio de Twin Brooks estaba compuesto por el 100 % blancos. Del total de la población el 0 % eran hispanos o latinos de cualquier raza.